# Бар (зупинний пункт)
Бар — пасажирський залізничний зупинний пункт Львівської дирекції Львівської залізниці на електрифікованій двоколійній лінії Львів — Мостиська II між станціями Городок-Львівський (12 км) та Судова Вишня (7 км). Розташований в селі Родатичі Львівського району Львівської області.

## Пасажирське сполучення
На платформі Бар зупиняються приміські електропоїзди сполученням Львів — Мостиська II.